# Vis Pesaro dal 1898
Vis Pesaro dal 1898, zkráceně jen Vis Pesaro je italský fotbalový klub hrající v sezóně 2024/25 ve 3. italské fotbalové lize sídlící ve městě Pesaro v regionu Marche.  
První zmínka o fotbalovém klubu byla v roce 1898 jako Società Polisportiva Vis Sauro Pesaro. Zpočátku to byl multi-sportovní klub (plavání a atletika), ale od roku 1906 to byl hlavně fotbal. První velký šampionát začal hrát v sezoně 1926/27 a v sezoně 1938/39 hrál již ve třetí lize až do sezony 1947/48. Poté sestoupil a hrál 11 sezon na regionální úrovni. Celá 60. a 70. léta 20. století hrál mezi 3. a 4. ligou. Sezony 1981/82 až 1985/86 hrál v regionální lize. Poté se opět dostal do 3. ligy, ale v roce 1993 ohlásil bankrot. Byla vyloučena ze soutěží, ale vznikl nový klub Vis Pesaro 1898 který začal hrát v regionální lize. Opět se vrátil do 3. ligy a to od sezony 2000/01. Další bankrot byl v roce 2006. Nový vlastník koupil licenci od klubu US Urbinelli a nový klub pojmenoval Associazione Sportiva Dilettantistica Nuova Vis Pesaro 2006. Od sezony 2018/19 hraje ve 3. lize.
Nejlepšího umístění ve 3. lize je 3. místo v sezonách 1946/47 a 1947/48.

## Změny názvu klubu
- 1922/23 – 1925/26 – SP Vis Sauro Pesaro (Società Polisportiva Vis Sauro Pesaro)
- 1926/27 – 1931/32 – GS Vis Pesaro (Gruppo Sportivo Vis Pesaro)
- 1932/33 – 1939/40 – SS Vis Pesaro (Società Sportiva Vis Pesaro)
- 1940/41 – 1942/43 – Polisportiva Vis Pesaro (Polisportiva Vis Pesaro)
- 1945/46 – 1965/66 – SP Vis Sauro Pesaro(Società Polisportiva Vis Sauro Pesaro)
- 1966/67 – 1983/84 – SS Vis Pesaro (Società Sportiva Vis Pesaro)
- 1984/85 – 1993/94 – Vis Pesaro Calcio(Vis Pesaro Calcio)
- 1994/95 – 2005/06 – Vis Pesaro 1898 (Vis Pesaro 1898)
- 2006/07 – 2007/08 – ASD Nuova Vis Pesaro 2006 (Associazione Sportiva Dilettantistica Nuova Vis Pesaro 2006)
- 2008/09 – ASD Futbol Pesaro 1898 (Associazione Sportiva Dilettantistica Futbol Pesaro 1898)
- 2009/10 – ASD Vis Pesaro 1898 (Associazione Sportiva Dilettantistica Vis Pesaro 1898)
- 2010/11 – 2017/18 – SSD Vis Pesaro 1898 (Società Sportiva Dilettantistica Vis Pesaro 1898)
- 2018/19 – Vis Pesaro dal 1898 (Vis Pesaro dal 1898)

## Získané trofeje

### Vyhrané domácí soutěže
- 4. italská liga ( 6x )

1958/59, 1962/63, 1966/66, 1986/87, 1991/92, 2017/18,

## Účast v ligách
| Úroveň soutěže | Název soutěže (nynější název) | První hraná sezona | Poslední hraná sezona | celkem odehraných sezon |
| -------------- | ----------------------------- | ------------------ | --------------------- | ----------------------- |
| 3              | Serie C                       | 1938/39            | 2024/25               | 30                      |
| 4              | Serie D                       | 1948/49            | 2017/18               | 32                      |
| 5              | Eccellenza                    | 1978/79            | 2013/14               | 8                       |